# Arquidiocese de Mercedes-Luján
A Arquidiocese de Mercedes-Luján (Archidiœcesis Mercedensis-Luianensis) é uma circunscrição eclesiástica da Igreja Católica situada em Mercedes, Argentina. Seu atual arcebispo é Jorge Eduardo Scheinig. Sua Sé é a Catedral Basílica Nossa Senhora das Mercês.
Possui 53 paróquias servidas por 127 padres, contando com 804 mil habitantes, com 96,2% da população jurisdicionada batizada.

## História
A diocese de Mercedes foi erigida em 20 de abril de 1934 com a bula Nobilis Argentinae nationis do Papa Pio XI, com área desmembrada  da arquidiocese de La Plata, da qual originalmente era sufragânea.
Em 3 de março de 1947 cede uma parte do seu território em vantagem da ereção da diocese de San Nicolás de los Arroyos.
Em 11 de fevereiro de 1957 cede outras partes de território para a criação das dioceses de Nueve de Julio e de Santa Rosa.
Em 10 de maio de 1989 assume o nome de diocese de Mercedes-Luján.
Em 21 de novembro de 1997 com a bula Omnibus satis constat do Papa João Paulo II foi elevada ao posto de arquidiocese imediatamente sujeita à Santa Sé. Em 4 de outubro de 2019 foi novamente elevada ao posto de sé metropolitana.

## Prelados
|                   | Nome                               | Período    | Notas                           |
| Arcebispos        | Arcebispos                         | Arcebispos | Arcebispos                      |
| ----------------- | ---------------------------------- | ---------- | ------------------------------- |
| 4º                | Jorge Eduardo Scheinig             | 2019-atual |                                 |
| 3º                | Agustín Roberto Radrizzani, S.D.B. | 2007-2019  |                                 |
| 2º                | Rubén Héctor di Monte              | 2000-2007  |                                 |
| 1º                | Emilio Ogñénovich †                | 1997-2000  |                                 |
| Bispos-auxiliares |                                    |            |                                 |
|                   | Mauricio Alberto Landra            | 2023-      | Atual                           |
|                   | Jorge Eduardo Scheinig             | 2017-2019  | Elevado a Arcebispo             |
|                   | Oscar Domingo Sarlinga             | 2003-2006  | Nomeado Bispo de Zárate-Campana |
|                   | Herberto Celso Angelo              | 1990-1993  |                                 |
|                   | Vicente Alfredo Aducci             | 1960-1962  |                                 |
| Bispos            |                                    |            |                                 |
| 4º                | Emilio Ogñénovich †                | 1982-1997  |                                 |
| 3º                | Luis Juan Tomé †                   | 1963-1981  |                                 |
| 2º                | Anunciado Serafini †               | 1939-1963  |                                 |
| 1º                | Juan Pascual Chimento †            | 1934-1938  | Nomeado Arcebispo de La Plata   |